# Shilton
Shilton Alessanco dos Santos (Cuiabá, 10 de agosto de 1982) é um jogador de basquetebol brasileiro. Atualmente defende o  KTO/Caxias do Sul.

## Carreira
Shilton começou a jogar basquete com o time do Notre Dame de Lourdes/Cuiabá. A carreira profissional no basquete começou pelo C.M.S.P, E.C.Pinheiros e Automóvel Clube de Campos, onde conquistou o Campeonato Carioca de Basquete de 2003, derrotando o Flamengo na final.
Em 2005, Shilton assinou pelo Joinville, onde ficou até 2012. Pelo clube catarinense jogou 135 partidas na NBB, sendo eleito o melhor reboteiro do torneio duas vezes. Foi sete vezes campeão catarinense e três vezes campeão sul-brasileiro.
Após sete anos jogando pelo Joinville, Shilton deixou o clube e se transferiu para o Flamengo, onde conquistou os títulos do NBB em 2013 e 2014, e foi campeão da Liga das Américas em 2014. Após duas temporadas vitoriosas no clube carioca, assinou com o Minas TC no segundo semestre de 2014. Em 2016, foi contatado pelo Bauru.

## Títulos
Flamengo
- Liga das Américas: 2014

## Estatísticas

### Campeonato Nacional
| Ano  | Equipe       | PJ | MPJ  | 2P%  | 3P%  | LL%  | RT  | AS  | BR  | TO | PPJ  |
| ---- | ------------ | -- | ---- | ---- | ---- | ---- | --- | --- | --- | -- | ---- |
| 2003 | Pinheiros    | 29 | 20.0 | .447 | .333 | .308 | 5.2 | .8  | .6  | .3 | 4.3  |
| 2004 | Campos       | 30 | 9.9  | .450 | .000 | .300 | 2.6 | .5  | .4  | .1 | 2.1  |
| 2005 | Joinville BA | 30 | 30.2 | .447 | .222 | .528 | 7.6 | 2.2 | 1.2 | .4 | 10.2 |
| 2006 | Joinville BA | 23 | 28.3 | .522 | .250 | .632 | 7.9 | 1.3 | 1.5 | .3 | 9.8  |
| 2007 | Joinville BA | 13 | 29.5 | .477 | .500 | .468 | 9.4 | 1.3 | 1.1 | .4 | 8.6  |
| 2008 | Joinville BA | 30 | 35.6 | .584 | .000 | .571 | 9.9 | 1.9 | 1.1 | .4 | 12.3 |

### Temporada regular do NBB
| Ano               | Equipe            | PJ  | MPJ  | 2P%  | 3P%  | LL%  | RT   | AS  | BR  | TO | PPJ  |
| ----------------- | ----------------- | --- | ---- | ---- | ---- | ---- | ---- | --- | --- | -- | ---- |
| 2008–09           | Joinville BA      | 23  | 35.0 | .605 | .000 | .576 | 11.7 | 2.3 | 1.2 | .7 | 12.6 |
| 2009–10           | Joinville BA      | 25  | 30.9 | .486 | .000 | .441 | 7.6  | 1.8 | .8  | .4 | 8.8  |
| 2010–11           | Joinville BA      | 26  | 27.4 | .579 | .000 | .529 | 7.8  | 1.8 | .6  | .2 | 8.5  |
| 2011–12           | Joinville BA      | 28  | 27.5 | .565 | .000 | .615 | 7.1  | 1.0 | .9  | .2 | 10.6 |
| 2012–13           | Flamengo          | 23  | 18.3 | .554 | .000 | .591 | 4.7  | .9  | .3  | .2 | 4.4  |
| 2013–14           | Flamengo          | 31  | 18.2 | .525 | .000 | .537 | 4.6  | .8  | .3  | .1 | 4.8  |
| 2014–15           | Minas             | 28  | 27.4 | .538 | .000 | .527 | 8.6  | 1.6 | .9  | .2 | 8.1  |
| 2015–16           | Minas             | 21  | 28.1 | .548 | .000 | .654 | 6.4  | 2.2 | .8  | .1 | 7.6  |
| Carreira          | Carreira          | 205 | 26.6 | .556 | .000 | .553 | 7.3  | 1.6 | .7  | .2 | 8.1  |
| Jogo das Estrelas | Jogo das Estrelas | 2   |      |      |      |      |      |     |     |    |      |

### Playoffs do NBB
| Ano      | Equipe       | PJ | MPJ  | 2P%  | 3P%  | LL%  | RT   | AS  | BR  | TO | PPJ  |
| -------- | ------------ | -- | ---- | ---- | ---- | ---- | ---- | --- | --- | -- | ---- |
| 2009     | Joinville BA | 7  | 36.8 | .468 | .000 | .568 | 12.4 | 4.1 | 1.1 | .7 | 11.9 |
| 2010     | Joinville BA | 6  | 35.5 | .553 | .000 | .567 | 7.7  | 1.5 | 1.3 | .3 | 11.5 |
| 2011     | Joinville BA | 10 | 29.6 | .536 | .500 | .583 | 10.3 | 1.7 | .8  | .1 | 10.5 |
| 2012     | Joinville BA | 10 | 26.3 | .591 | .000 | .571 | 7.2  | 1.6 | .4  | .0 | 10.2 |
| 2013     | Flamengo     | 9  | 14.0 | .567 | .000 | .391 | 2.6  | .6  | .2  | .1 | 4.8  |
| 2014     | Flamengo     | 9  | 14.5 | .600 | .000 | .455 | 3.1  | .6  | .3  | .0 | 2.6  |
| 2015     | Minas        | 4  | 30.8 | .571 | .000 | .471 | 7.5  | 1.5 | .3  | .0 | 8.0  |
| Carreira | Carreira     | 55 | 26.8 | .545 | .500 | .540 | 7.3  | 1.7 | .6  | .2 | 8.3  |